# Mezquita de Odesa
La mezquita de Odesa, conocida como mezquita Al-Salam y Centro Cultural Árabe (en ucraniano: Арабський культурний центр), es una mezquita construida 2001 en la ciudad de Odesa, Ucrania.

## Geografía
La mezquita está ubicada en la calle Richelievska 49 de Odesa, en el óblast de Odesa.   

## Historia
Los musulmanes de Odesa tienen una larga tradición. La ciudad de Odesa fue construida en el sitio de un antiguo asentamiento tártaro llamado Hadzhibey. El asentamiento fue fundado por Hacı I Giray, el kan de Crimea, en 1240, y originalmente recibió su nombre como Jadsibey (pronunciado igual que Hadzhibey). 
En el centro de la ciudad se encontraba una mezquita tártara, construida por el renombrado arquitecto Karbalayi Safijan Karabaji, junto a ella un cementerio musulmán.   
Con la llegada al poder de los bolcheviques, la vida cambió drásticamente para los musulmanes de Odesa. El mulá tártaro Sabirzyan Safarov fue fusilado, la mezquita fue cerrada y luego destruida. El cementerio musulmán también fue arrasado.  
El Centro Cultural Árabe fue construido a expensas del empresario sirio Kivan Adnan por el estudio Archproekt-MDM, estando encargado del proceso Mijáil Povstaniuk. El centro gestiona una escuela y una biblioteca gratuitas para enseñar árabe a todos, independientemente de su edad o nacionalidad. Según Boris Brovin (arquitecto jefe de la ciudad), Vladímir Meshcheriakov (jefe del departamento de conservación del patrimonio cultural de la ciudad), y Valeri Urenev (decano de la Academia Estatal de Construcción y Arquitectura de Odesa), el Centro de Cultura Árabe es la obra arquitectónica de mayor éxito de los últimos tiempos en Odesa.

## Galería

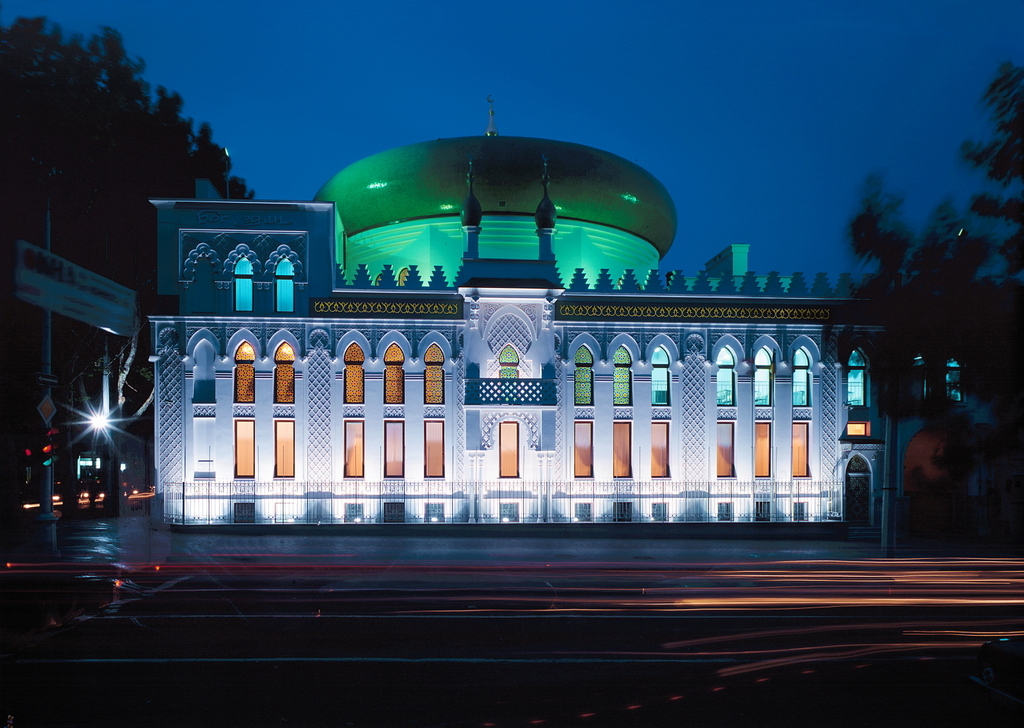
Mezquita de Odesa de noche
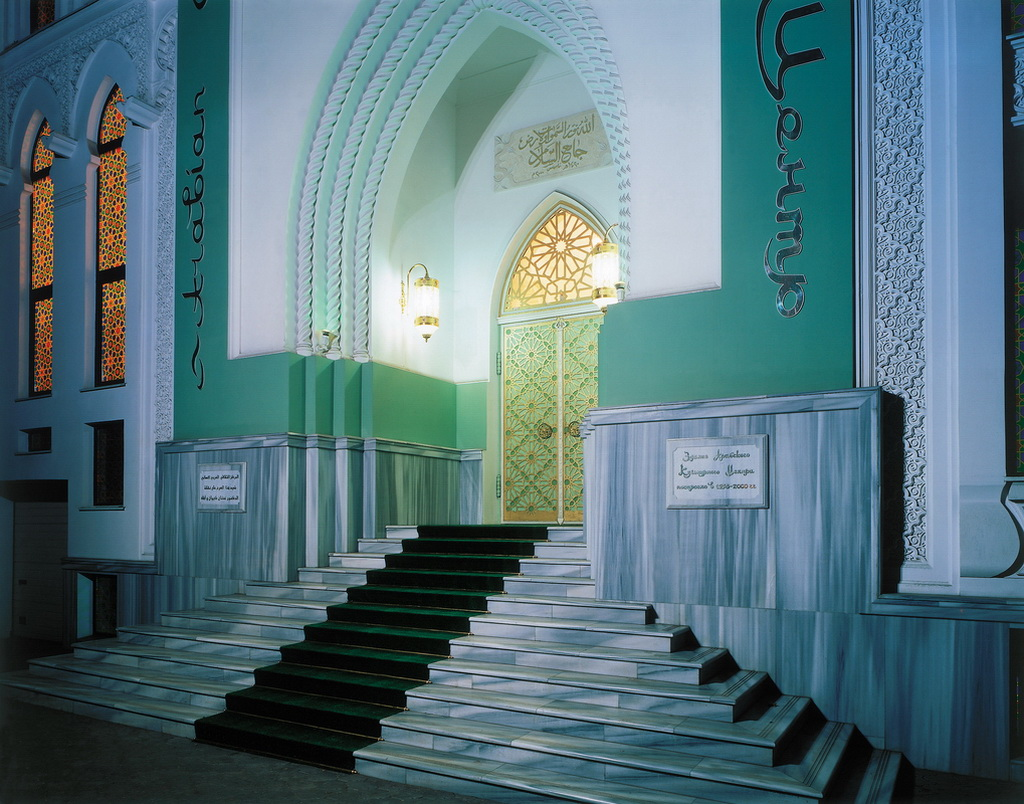
Entrada a la mezquita
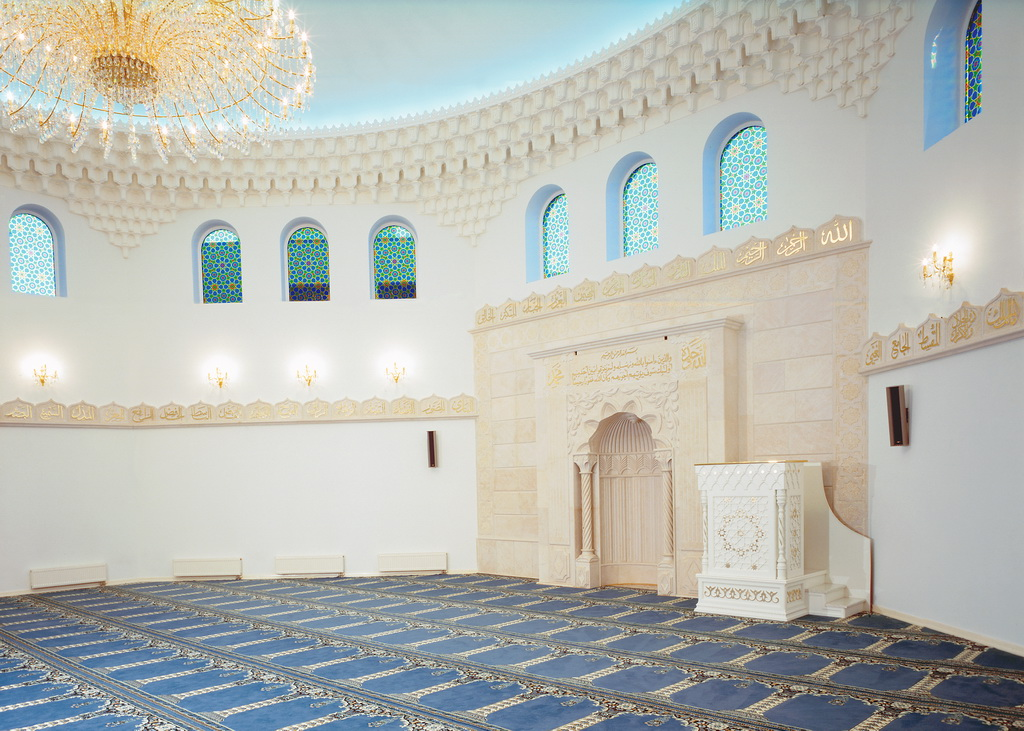
Interior de la mezquita
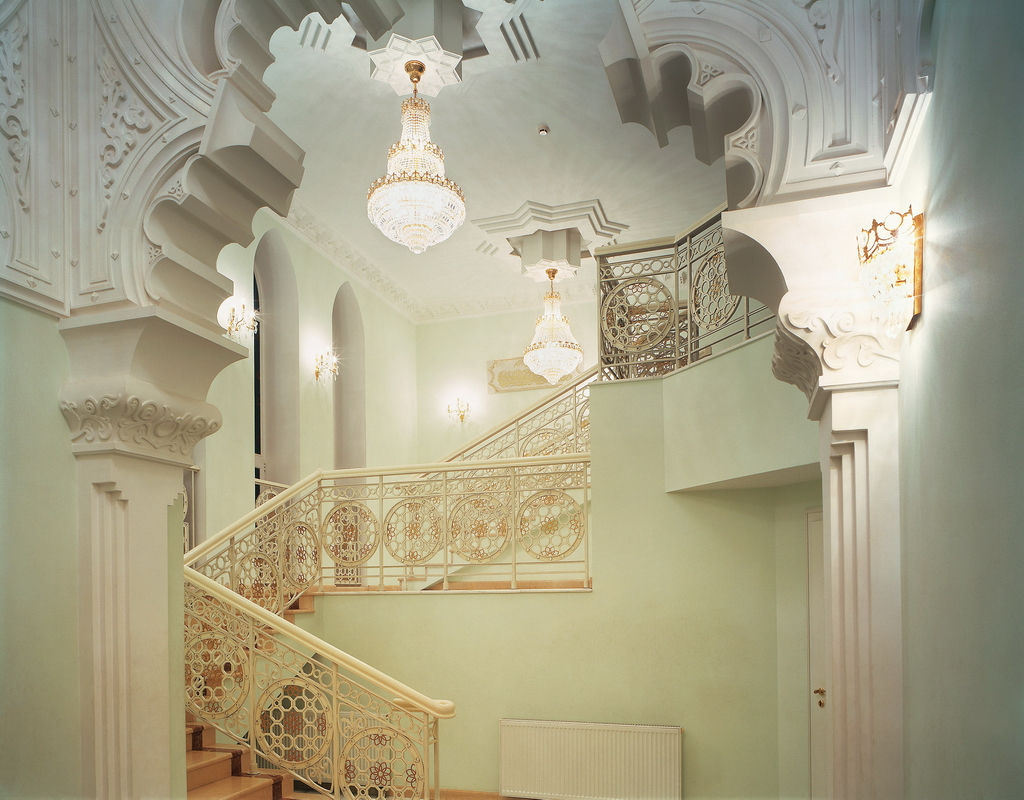
Decoración interior